# NGC 708
NGC 708 je eliptická galaxie v souhvězdí Andromedy. Je klasifikována také jako Seyfertova galaxie typu 2. Její zdánlivá jasnost je 11,9m a úhlová velikost 3,0′ × 2,5′. Je vzdálená 223 milionů světelných let, průměr má 195 000 světelných let. Je členem skupiny galaxií Abell 262. Galaxii objevil 21. září 1786 William Herschel.

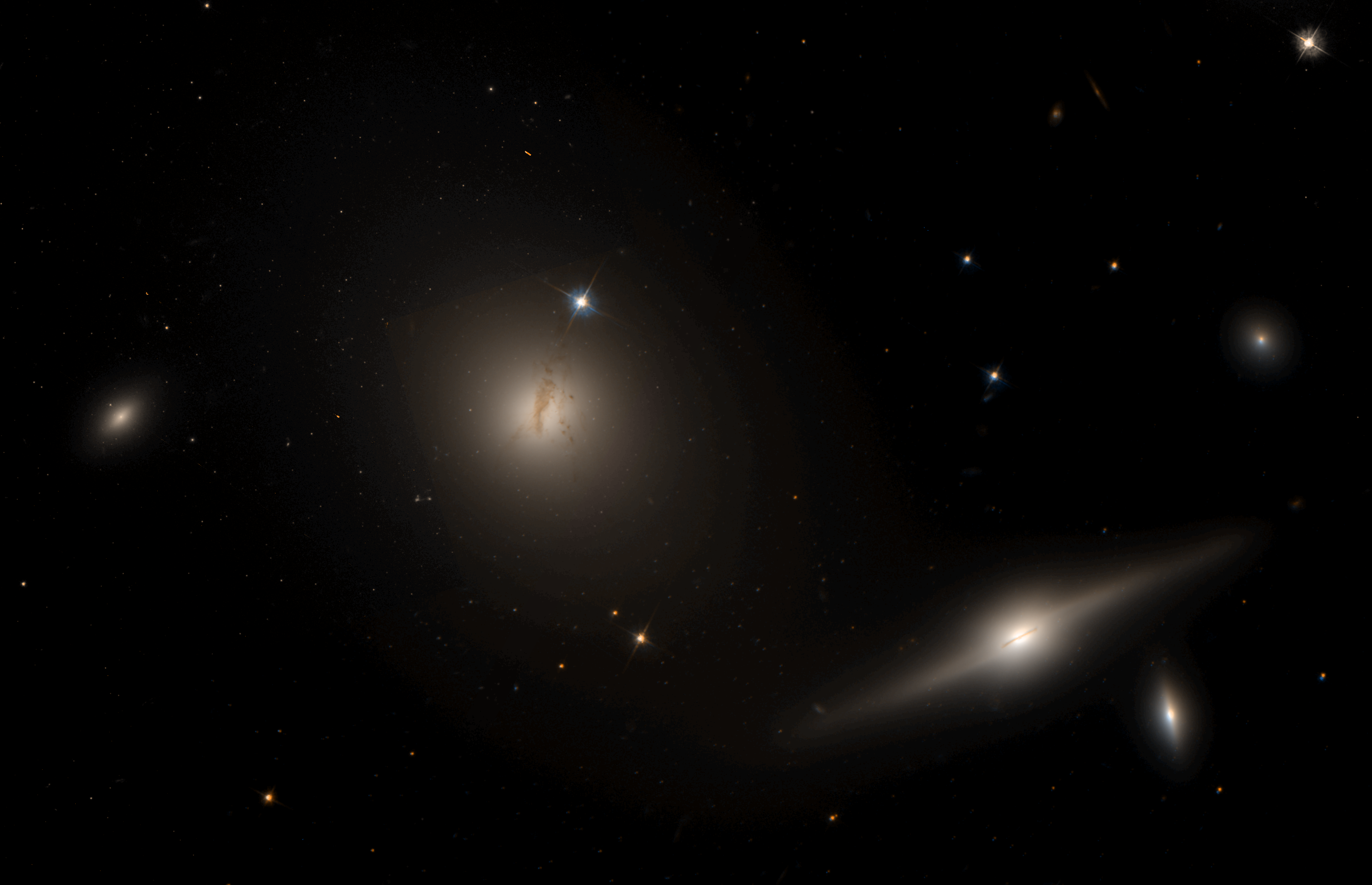
NGC 708 s prachovým pásem na snímku HST. NGC 705 vpravo níže

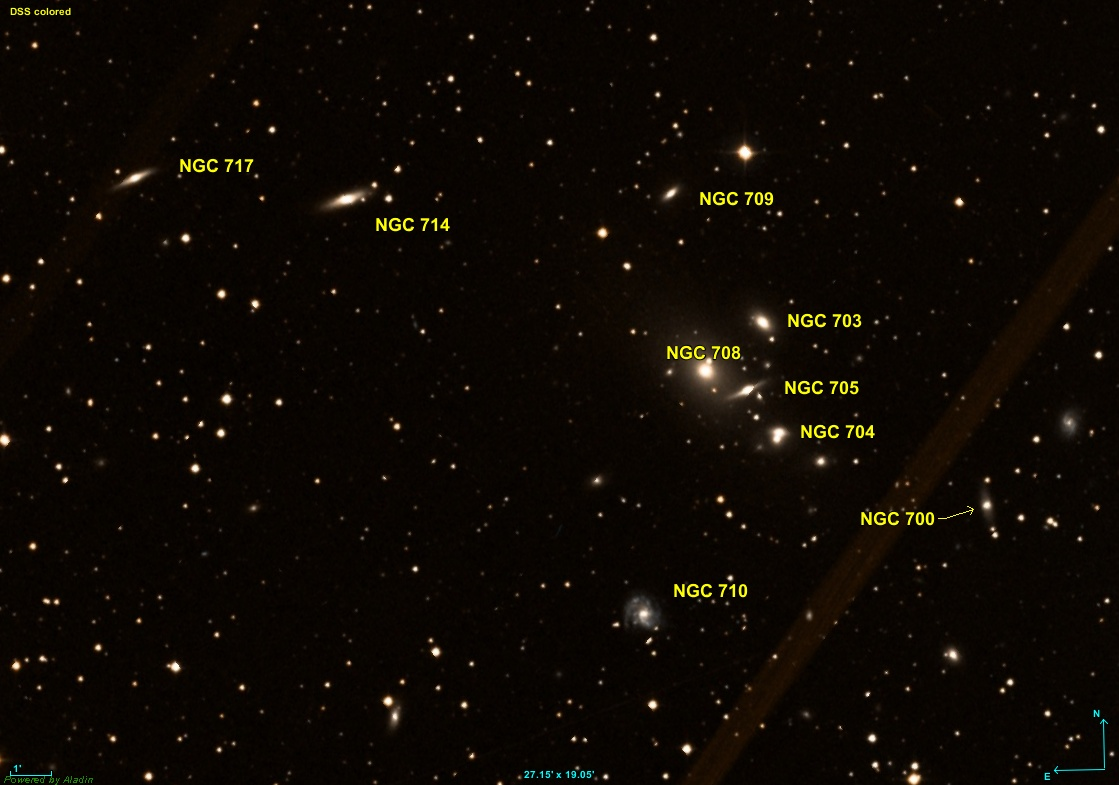
Abell 262